# Berenberg Verlag
Der Berenberg Verlag wurde 2004 von Petra und Heinrich von Berenberg-Gossler, einem Verlagslektor und Abkömmling der Hamburger Bankiersfamilie Berenberg-Gossler, mit Sitz in Berlin gegründet. Den Verlagsschwerpunkt bilden (auto-)biographische Literatur, Essay-Literatur und Memoiren-Literatur. Erweitert wurde das Programm seit Herbst 2010 durch schöne Literatur und Lyrik.

## Geschichte
Im Herbst 2004 erschienen die ersten vier Bücher im Berenberg Verlag. Zum Konzept des Verlags gehört es, qualitativ hochwertige Bücher zu veröffentlichen.
Heinrich von Berenberg-Gossler arbeitete vor der Verlagsgründung 20 Jahre lang als Lektor und Übersetzer im Verlag Klaus Wagenbach, für den er u. a. Michel Houellebecq und Roberto Bolaño entdeckte. Er wurde 2010 mit dem Karl-Heinz-Zillmer-Preis der Hamburgischen Kulturstiftung für verdienstvolles verlegerisches Handeln ausgezeichnet. Im März 2015 erhielt der Verlag den mit 26.000 Euro dotierten Preis der Kurt Wolff Stiftung. Im September 2019 wurde der Verlag mit dem Deutschen Verlagspreis ausgezeichnet.

## Programm
Seit Herbst 2010 werden auch belletristische Titel verlegt. Mit dem Roman Die Dame mit der bemalten Hand von Christine Wunnicke stand 2020 ein Titel aus dem Verlagsprogramm auf der Shortlist für den Deutschen Buchpreis. Im August 2012 erschien im Berenberg Verlag zudem erstmals Lyrik. Die zweisprachige Reihe wurde mit Gedichten des US-Amerikaners Jeffrey Yang und des Argentiniers Sergio Raimondi eröffnet. Katharina Hacker, selbst Autorin des Verlags, erkennt im Verlagsprogramm das „Abbild der Weltgewandtheit des Verlegers, der Reisefreude und Neugierde, der Lust sich umzuwenden und umzutun, und mehr noch: der Freude daran, zugewandt zu sein.“

## Autoren
Autoren sind u. a. Héctor Abad, Maike Albath, Perry Anderson, André Bernold, Léon Blum, Roberto Bolaño, Georg Brandes, Félix Bruzzone, David Cannadine, Gilbert K. Chesterton, Detlev Claussen, María Sonia Cristoff, Géza von Cziffra, Marc Degens, Alicia Giménez Bartlett, Jean Giraudoux, Alma Guillermoprieto, Ben Hecht, Christopher Isherwood, Joachim Kalka, Otto Kallscheuer, John Maynard Keynes, Paul Léautaud, A. J. Liebling, Michael Maar, Pankaj Mishra, Ursula Muscheler, Franz Overbeck, Cristina Peri Rossi, Michael Rutschky, Ricardo Piglia, Josep Pla, Francine du Plessix Gray, Mario Rigoni Stern, Sonia Simmenauer, Hilary Spurling, Lytton Strachey, August Strindberg, Damián Tabarovsky, Juan Pablo Villalobos, Georg von Wallwitz, Eliot Weinberger, Christine Wunnicke, Eugeni Xammar.

## Auszeichnungen
- 2010: Karl-Heinz-Zillmer-Preis der Hamburgischen Kulturstiftung
- 2015: Kurt-Wolff-Preis[8]
- 2019: Deutscher Verlagspreis